# Distrito electoral de Kimball No. 1 (condado de Kimball, Nebraska)
Kimball No. 1 (en inglés: Kimball No. 1 Precinct) es un distrito electoral ubicado en el condado de Kimball en el estado estadounidense de Nebraska. En el Censo de 2010 tenía una población de 915 habitantes y una densidad poblacional de 440,5 personas por km².

## Geografía
Kimball No. 1 se encuentra ubicado en las coordenadas 41°13′53″N 103°39′59″O / 41.23139, -103.66639. Según la Oficina del Censo de los Estados Unidos, Kimball No. 1 tiene una superficie total de 2.08 km², de la cual 2.08 km² corresponden a tierra firme y (0%) 0 km² es agua.

## Demografía
Según el censo de 2010, había 915 personas residiendo en Kimball No. 1. La densidad de población era de 440,5 hab./km². De los 915 habitantes, Kimball No. 1 estaba compuesto por el 92.13% blancos, el 0.33% eran afroamericanos, el 2.4% eran amerindios, el 0.66% eran asiáticos, el 0% eran isleños del Pacífico, el 1.53% eran de otras razas y el 2.95% pertenecían a dos o más razas. Del total de la población el 9.62% eran hispanos o latinos de cualquier raza.